# Minimum saillant
Un minimum saillant (sharp minimum en anglais) d'un fonction convexe {\displaystyle f} définie sur un espace normé {\displaystyle \mathbb {E} } à valeurs dans {\displaystyle \mathbb {R} \cup \{+\infty \}} est un point {\displaystyle {\bar {x}}\in \mathbb {E} } tel que
On appellera {\displaystyle \alpha } la saille de {\displaystyle f}. Un minimum saillant est bien sûr l'unique minimiseur de {\displaystyle f} sur {\displaystyle \mathbb {E} } et on peut utiliser ce concept pour caractériser l'unicité du minimiseur d'une fonction convexe polyédrique. Lorsqu'on s'éloigne d'un minimum saillant, {\displaystyle f} croît avec une pente strictement positive (voir ci-dessous pour d'autres caractérisations de ce concept), si bien que cette notion est propre aux fonctions convexes non lisses.
Ce concept a été introduit par B.T. Polyak (1979) et a été étendu pour décrire un ensemble saillant de minimiseurs (qui n'est donc plus un singleton) par Burke et Ferris (1993).

## Caractérisation
La caractérisation suivante est reprise de Polyak (1987).
Caractérisation d'un minimum saillant — Soient {\displaystyle \mathbb {E} } un espace euclidien, {\displaystyle f:\mathbb {E} \to \mathbb {R} \cup \{+\infty \}} une fonction convexe propre, {\displaystyle B} la boule unité fermée de {\displaystyle \mathbb {E} }, {\displaystyle {\bar {x}}\in \mathbb {E} }, {\displaystyle \partial f({\bar {x}})} le sous-différentiel de {\displaystyle f} en {\displaystyle {\bar {x}}} et {\displaystyle \alpha >0}. Alors les propriétés suivantes sont équivalentes:
1. {\displaystyle {\bar {x}}} est un minimum saillant de {\displaystyle f}, de saille {\displaystyle \alpha },
2. {\displaystyle \forall \,d\in \mathbb {E} }: {\displaystyle f'({\bar {x}};d)\geqslant \alpha \|d\|},
3. {\displaystyle \alpha B\subset \partial f({\bar {x}})}.